# Landtagswahlkreis Krefeld I – Viersen III
Der Landtagswahlkreis Krefeld I – Viersen III ist ein Landtagswahlkreis in Nordrhein-Westfalen. Er umfasst die Stadtbezirke West, Süd, Fischeln und Oppum-Linn der Stadt Krefeld sowie die Gemeinde Tönisvorst des Kreises Viersen.
Seit der Landtagswahl 1980 umfasste der Wahlkreis Krefeld I die Stadtbezirke West, Mitte, Süd und Fischeln. Zur Wahl 2017 kam die Gemeinde Tönisvorst hinzu, wodurch der Name in Krefeld I – Viersen III geändert wurde. Zur Wahl 2022 wurde der Stadtbezirk Mitte an den Wahlkreis Krefeld II abgegeben, dafür kam Oppum-Linn hinzu.

## Landtagswahl 2022
Wahlberechtigt zur Landtagswahl 2022 waren 88.716 Einwohner des Wahlkreises. Die Wahlbeteiligung lag bei 51,6 %.
| Direktkandidat        | Erststimmen in % | Partei | Zweitstimmen in % |
| --------------------- | ---------------- | ------ | ----------------- |
| Britta Oellers        | 34,6             | CDU    | 34,7              |
| Ina Spanier-Oppermann | 28,6             | SPD    | 26,7              |
| Meral Thoms           | 17,8             | GRÜNE  | 18,3              |
| Laura Stelzhammer     | 6,2              | FDP    | 6,1               |
| Martin Vincentz       | 6,2              | AfD    | 5,6               |
| Teyfik Bayram         | 2,2              | LINKE  | 2,1               |
| Übrige                | 4,4              | Übrige | 6,5               |

## Landtagswahl 2017
Wahlberechtigt zur Landtagswahl 2017 waren 101.586 Einwohner des Wahlkreises. Die Wahlbeteiligung lag bei 58,1 %.
| Direktkandidat  | Erststimmen in % | Partei  | Zweitstimmen in % |
| --------------- | ---------------- | ------- | ----------------- |
| Benedikt Winzen | 36,6             | SPD     | 31,0              |
| Britta Oellers  | 36,7             | CDU     | 31,1              |
| Karsten Ludwig  | 6,1              | GRÜNE   | 6,3               |
| Birgit Koenen   | 10,7             | FDP     | 14,0              |
| –               | –                | PIRATEN | 0,9               |
| Stephan Hagemes | 6,6              | LINKE   | 5,6               |
| –               | –                | AfD     | 6,7               |
| Übrige          | 3,3              | Übrige  | 4,4               |

Bei der Landtagswahl am 14. Mai 2017 gewann Britta Oellers (CDU) mit 36,7 % der Erststimmen den Wahlkreis, dabei betrug der Vorsprung lediglich 63 Stimmen vor dem SPD-Kandidaten, womit das Direktmandat nach sieben Jahren Unterbrechung wieder an die CDU fiel.

## Landtagswahl 2012
Wahlberechtigt zur Landtagswahl 2012 waren 81.049 Einwohner des Wahlkreises. Die Wahlbeteiligung lag bei 52,0 %.
| Direktkandidat  | Erststimmen in % | Partei  | Zweitstimmen in % |
| --------------- | ---------------- | ------- | ----------------- |
| Peter Kaiser    | 28,8             | CDU     | 22,5              |
| Ulrich Hahnen   | 44,5             | SPD     | 38,7              |
| Karsten Ludwig  | 8,7              | GRÜNE   | 12,4              |
| Günther Porst   | 4,5              | FDP     | 9,4               |
| Stephan Hagemes | 3,1              | LINKE   | 3,2               |
| Peter Klein     | 8,6              | PIRATEN | 9,4               |

## Landtagswahl 2010
Wahlberechtigt zur Landtagswahl 2010 waren 81.410 Einwohner des Wahlkreises. Die Wahlbeteiligung lag bei 51,9 %.
| Direktkandidat           | Erststimmen in % | Partei     | Zweitstimmen in % |
| ------------------------ | ---------------- | ---------- | ----------------- |
| Peter Kaiser             | 35,3             | CDU        | 31,5              |
| Ulrich Hahnen            | 41,0             | SPD        | 33,5              |
| Rainer Zimmermann        | 10,2             | GRÜNE      | 13,6              |
| Joana Horch              | 4,7              | FDP        | 7,4               |
| Manfred Aengenvoort      | 1,2              | NPD        | 0,9               |
| Stephan Hagemes          | 6,4              | LINKE      | 7,2               |
| Alina Hecht              | 0,4              | BüSo       | 0,1               |
| Ditmar Schobel-Gundhardt | 0,7              | Die PARTEI | 0,3               |

## Landtagswahl 2005
Wahlberechtigt zur Landtagswahl 2005 waren 81.226 Einwohner des Wahlkreises. Die Wahlbeteiligung lag bei 55,4 %.
| Direktkandidat     | Partei        | Stimmen in % |
| ------------------ | ------------- | ------------ |
| Dirk Plaßmann      | SPD           | 35,9         |
| Peter Kaiser       | CDU           | 42,6         |
| Thorsten Enger     | FDP           | 6,8          |
| Axel Heimendahl    | GRÜNE         | 7,3          |
| Thea Neumann       | REP           | 0,8          |
| Rolf Baur          | PDS           | 1,1          |
| Ralf Krings        | Unabh. Bürger | 1,1          |
| Manfred Jansen     | NPD           | 1,1          |
| Elke Gronow        | WASG          | 2,6          |
| Claus-Dieter Preuß | Die PARTEI    | 0,7          |